# Ryōta Morioka
Ryōta Morioka (jap. 森岡 亮太, Morioka Ryōta; * 12. April 1991 in Jōyō, Präfektur Kyōto) ist ein japanischer Fußballspieler, der aktuell für Sporting Charleroi spielt.

## Vereine
Am Ende seiner Schulzeit spielte Morioka für das Team der Kumiyama High School. 2010 wechselte er zu Vissel Kōbe, wo er seinen ersten Profi-Vertrag erhielt. Er blieb dem Verein auch treu, als dieser am Ende der Saison 2012 aus der J1 League, der höchsten japanischen Liga, abstieg. Schon in der folgenden Saison stieg der Verein aber wieder aus der J2 League mit dreizehn Punkten Vorsprung gegenüber Platz 3 wieder auf.
Nach sechs Jahren verließ Morioka im Januar 2016 den Verein und wechselte nach Europa zum polnischen Verein Śląsk Wrocław, der in der Ekstraklasa, der höchsten polnischen Liga, spielt.
Zur Saison 2017/18 wechselte er dann nach Belgien zum Erstdivisionär Waasland-Beveren. Er erhielt dort einen Vertrag mit einer Laufzeit über drei Jahren. Sein Wechsel war zu diesem Zeitpunkt der teuerste Transfer von Waasland-Beveren. Morioka stand während seiner Zeit bei Waasland-Beveren bei allen möglichen Ligaspielen auf dem Platz, meist über die volle Dauer.
Bereits nach einem halben Jahr wechselte er weiter zum RSC Anderlecht, wo er einen Vertrag bis Juni 2021 unterschrieb. In seinem ersten halben Jahr bei Anderlecht stand er erneut bei allen möglichen Liga-Spielen auf den Platz und erneut meist über die volle Länge. Anders dagegen in der Saison 2018/19: hier gehörte er bis Anfang Dezember 2018 meist nicht zum Kader und hatte lediglich zwei Ligaspiele.
Im Januar 2019 wurde eine Ausleihe für den Rest der Saison mit Sporting Charleroi vereinbart einschließlich einer Kaufoption. Ausdrücklich wurde vereinbart, dass er auch in eventuellen Play-off-Spielen gegen Anderlecht spielberechtigt sei. (Ansonsten dürfen ausgeliehene Spieler in Belgien nicht gegen ihren Ursprungsverein spielen.) Mangels einer Qualifikation von Charleroi für die Meister-Play-off kam es zu einer solchen Begegnung nicht.
In Charleroi kam Morioka wieder zu mehr Spieleinsätzen. Nach seinem siebten Spiel für Charleroi wurde die Kaufoption automatisch aktiviert. Insgesamt bestritt er in der Saison 2018/19 15 von 19 möglichen Ligaspiele für Charleroi, in denen er vier Tore erzielte.
In der Folgesaison 2019/20, die infolge der COVID-19-Pandemie abgebrochen wurde, bestritt er alle möglichen 29 Ligaspiele mit sechs Torerfolgen und zwei Pokalspiele. In der Saison 2020/21 waren es 28 von 34 möglichen Ligaspielen mit zwei geschossenen Toren sowie ein Pokalspiel und zwei Qualifikationsspiele zum Europapokal. In der nächsten Saison waren es 36 von 40 möglichen Ligaspielen mit vier Toren und ein Pokalspiel. In der Saison 2022/23 bestritt er 22 von 34 möglichen Ligaspielen, in denen er drei Tore schoss, sowie wiederum ein Pokalspiel. In der nächsten Saison kam er zu 23 von 36 möglichen Ligaspielen.
Nach 153 Ligaspielen kehrte er im August 2024 in seine Heimat zurück. Hier nahm ihn der Erstligist Vissel Kōbe unter Vertrag. Am Ende der Saison 2024 feierte er mit Vissel die japanische Meisterschaft.

## Nationalmannschaft
2014 debütierte Morioka für die japanische Fußballnationalmannschaft. Morioka bestritt bisher fünf Freundschaftsspiele. Seit März 2018 stand er nicht mehr im Kader der Nationalmannschaft.

## Erfolge
Vissel Kōbe
- Japanischer Meister: 2024

## Persönliche Auszeichnungen
- J. League Fair Play Award: 2014